# Linus Salö
Linus Salö, född 1980, är en svensk språkvetare och professor i tvåspråkighet vid Centrum för tvåspråkighetsforskning, Stockholms universitet. Hans forskning ligger inom områdena sociolingvistik och flerspråkighet  samt universitets- och vetenskapsstudier. Salö är ledamot i det akademiska samfundet och tankesmedjan Humtank